# George Best Belfast City repülőtér
A George Best Belfast City repülőtér (IATA: BHD, ICAO: EGAC) Észak-Írország egyik nemzetközi repülőtere, amely Belfast közelében található. Éves utasforgalma 1 655 156 fő (2022).
Nevét George Best (Belfast, 1946. május 22. – London, 2005. november 25.) aranylabdás, BEK-győztes, kétszeres angol bajnok északír válogatott labdarúgóról kapta.

## Futópályák
A repülőtér futópályái:
- 04/22 (1829 m, 45 m, aszfalt)

## Forgalom
Az utasforgalom az elmúlt években az alábbi módon változott:
| Utasok száma | 177 882 | 210 154 | 612 110 | 1 281 751 | 1 192 897 | 2 236 977 | 2 621 733 | 2 555 145 | 2 510 294 | 1 655 156 |
|              | 1984    | 1988    | 1992    | 1997      | 2001      | 2005      | 2009      | 2014      | 2018      | 2022      |